# 6-я Украинская пехотная дивизия
6-я Украинская пехотная дивизия (2-го формирования) (укр. Шоста січова стрілецька дивізія) — пехотная дивизия Армии УНР, сформирована весной 1920 из пленных  украинских солдат, заключённых в польских лагерях Ланцута и Бреста. Командиром дивизии был полковник М. Безручко, начальником штаба — полковник Всеволод Змиенко.
Официальное наименование дивизии —  (укр.) «6-та Стрілецька дивізія» (6-я Стрелецкая дивизия).

## Состав дивизии
Дивизия отправилась на фронт только частично сформированной: 250 старшин и 1770 солдат в составе III польской армии генерала Рыдз-Смиглы. Дивизия состояла из двух стрелковых бригад: 16-й (полковник Роман Сушко) и 17-й (полковник А. Воронов), 6-го Сечевого конного куреня (поручик В. Герасименко), 6-й Сечевой бригады лёгкой артиллерии, 6-го Сечевого инженерного куреня.

## Польско-советская война
В начале мая дивизия перешла из Бреста в Бердичев , а с 8 мая до 9 июня 1920 находилась в Киеве в качестве охраны.
В августе 1920 года дивизия участвовала в обороне Замостья и последующих боях с 1-й Конной армией РККА, известных как битва при Комарове. В сентябре 1920 дивизия переброшена в Галицию. 
После окончания войны, по условиям советско-польско мирного договора остатки дивизии, как и другие воинские части УНР были интернированы в Польше в лагере вблизи г. Александрув-Куявски (до 9 декабря 1921 г.).